# Thymus brachychaetus
Thymus brachychaetus là một loài thực vật có hoa trong họ Hoa môi. Loài này được (Willk.) Cout. miêu tả khoa học đầu tiên năm 1907.